# Otto Bähr
Otto Bähr, född 2 juni 1817 och död 17 februari 1895, var en tysk jurist.
Efter långvarig domarverksamhet blev han slutligen medlem av Reichsgericht i Leipzig 1879–1881. Förutom en mängd, delvis polemiska, tillfälliga avhandlingar har Bähr utgett ett verk av mer bestående vetenskapligt värde: Die Anerkennung als Verplichtungsgrund (3:e upplagan 1894), samt även skrivit en del verk om kulturhistoria och musikteori. Dessutom deltog han aktivt som riksdagsman i det politiska livet.